# 綾部市立何北中学校
綾部市立何北中学校（あやべしりつ かほくちゅうがっこう）は、京都府綾部市物部町高倉前にある公立中学校。

## 概要
- 校名は旧郡名の何鹿郡北部に因む。
- 1953年以来の木造校舎が、良好な状態で今なお用いられている。
- 昭和37年度の生徒数586名をピークに過疎化が進み、現在の生徒数は約80名となっている。

## 沿革
- 1947年（昭和22年）5月5日 - 京都府何鹿郡組合立何北中学校として開校。当初は志賀郷村立志賀小学校及び物部村立物部小学校に併設した。
- 1953年（昭和28年）3月 - 校舎竣工。
- 1953年（昭和28年）5月 - 台風13号により犀川が決壊。被害甚大。
- 1955年（昭和30年）4月10日 - 何鹿郡の町村合併・市制施行に伴い、綾部市立何北中学校と改称。
- 1956年（昭和31年）8月 - 校歌制定。
- 1964年（昭和39年）3月 - 制服制定。
- 1997年（平成9年）2月 - ナホトカ号事故に伴う重油流出除去作業のボランティアに参加。

## 通学区域
以下の2小学校区。
- 綾部市立物部小学校
- 綾部市立志賀小学校

## 周辺
- 綾部市立物部小学校
- 物部郵便局
- 京都府道9号綾部大江宮津線
- 犀川

## アクセス
- あやべ市民バス志賀南北線 何北中学校前にて下車
- 京都府道490号物部西舞鶴線沿い

## 通学区域が隣接している学校
- 綾部市立八田中学校
- 綾部市立綾部中学校
- 綾部市立豊里中学校
- 福知山市立大江中学校
- 舞鶴市立加佐中学校
- 舞鶴市立城南中学校